# Мале Лукине
Мале Лукине (рос. Малое Лукино) — присілок в Курському районі Курської області Російської Федерації.
Населення становить 28 осіб. Входить до складу муніципального утворення Полянська сільрада.

## Історія
Населений пункт розташований на території українського етнічного та культурного краю Східна Слобожанщина.
Від 2004 року входить до складу муніципального утворення Полянська сільрада.

## Населення
| 2002 | 2010 |
| ---- | ---- |
| 43   | ↘28  |